# 硝子体
硝子体（しょうしたい、英: vitreous body）は、眼球の器官の一つで、水晶体の後方にあり、内腔をうめる透明なゼリー状の組織。ガラス体（独: Glaskörper）とも呼ばれる。タンパク質（コラーゲン）からできている。また、眼球の外側を覆う強膜とともに眼球の形を保つ役割を担い、また外力を分散させる作用を持つとされる。
網膜剥離発生機序と関係性がある。